# سلطة مدنية
السلطة المدنية (المعروفة أيضًا باسم الحكم المدني) هي أجهزة الدولة غير الوحدات العسكرية التي تطبق القانون والنظام. كما يستخدم هذا المصطلح للتمييز بين السلطة الدينية (مثل القانون الكنسي) والسلطة العلمانية. وتعرف السلطة المدنية في السياق الديني بأنها «مرادفة لحكم الإنسان، في مقابل حكم الله، أو الحكم السماوي.»

## معلومات تاريخية
وقد حدثت واحدة من أولى التجارب في الحكم المدني عام 1636 عندما أسس روجر ويليامز، وهو وزير مسيحي، مستعمرة رود آيلاند وبروفيدنس بلانتاتيونس. فقد سعى إلى إنشاء «خط فاصل» بين الكنيسة والدولة بهدف الحد من فساد الكنيسة والحفاظ على النظام المدني حسب تفسيره في كتابه الصادر عام 1644 تحت عنوان، بلاودي تينت أوف برسيكيوشن.

## أنواع السُلطات
توجد ثلاثة أنواع من السلطات في الدول:
- السلطة المدنية
- السلطة العسكرية
- السلطة الدينية (تستبعد دساتير بعض الدول أن يكون في الدولة أية سلطة دينية)

قد يقصد أيضًا بالسلطة المدنية السلطة الأخلاقية للحكم مدعومة (عند الحاجة) بالتآكل المادي، والتي تمارسها الدولة على مواطنيها. من هذا المنطلق، ونظرًا لأن الإنسان لا يمكنه العيش بمفرده دون أن ينحرم من التمتع بكامل إنسانيته، ونظرًا لأن السلطة ضرورية للمجتمع للتكاتف معًا، فإن السلطة لا تمتلك قوة الحكم فقط بل الحق في الحكم. فمن الطبيعي أن يعيش الإنسان في مجتمعه وأن يخضع للسلطة وأن تحكمه عادات هذا المجتمع التي تتجسد في القانون، وأن الطاعة المطلوبة تحدث تجاه السلطات القائمة فعلاً. ويُحكم نطاق السلطة بنهاياته في هذا المنظور، وبنطاق توفير الحكم في المجتمع.
إن دور تطبيق القانون والنظام في الدول الحديثة هو عادةً دور الشرطة رغم صعوبة تحديد الخط الفاصل بين الوحدات العسكرية والمدنية، لاسيما عندما تعمل الجماعات المسلحة والمتطوعون، مثل قوة الفرسات المتطوعين من أجل تحقيق أهداف غير عسكرية ووطنية.

## وصلات خارجية
- Catholic Encyclopedia “Civil Authority”

 هذه المقالة تحوي نصا ذو ملكية عامة: هبرمان، تشارلز (المحرر). الموسوعة الكاثوليكية. شركة روبرت أبلتون. {{استشهاد بموسوعة}}: الوسيط |ref=harv غير صالح (مساعدة)، الوسيط |title= غير موجود أو فارغ (مساعدة)، والوسيط غير المعروف |ألسنة= تم تجاهله (مساعدة)